# Rébecca Dautremer
Rébecca Dautremer es una ilustradora francesa de obras juveniles nacida en Gap, en 1971.

## Biografía
Apasionada de la fotografía, se reorienta primero en el diseño y en artes gráficas tomando cursos en la década de 1990 realiza el taller preparatorio.
Después acude a la ENSAD de París, donde comienza el curso "Graphisme".
Fue durante estos estudios que Rebeca Dautremer comenzó a trabajar como ilustradora para la editorial Gautier-Languereau, encargándose de pequeños trabajos como la creación de calcomanías para colorear. Una vez finalizados sus estudios en 1995, la editorial le confió la ilustración de un primer álbum, al que siguió un segundo. Mientras tanto, comenzó a trabajar para otros editores y poco a poco ganando notoriedad.
Es a partir de 2003, con el álbum L'amoureux (El amante) cuando comienza a desarrollar su estilo, pero es con el lanzamiento de Princesses oubliées ou inconnues (Princesas olvidadas o desconocidas) en 2004, cuando se da a conocer realmente.

## Inspiración, técnica y realización
Se inspira a menudo en la fotografía, su encuadre, los colores y la luz. Rébecca Dautremer trabaja como fotógrafa, reflexiona sobre la composición, la profundidad de campo, el desenfoque [...] y en sus ilustraciones intenta ofrecer varios grados de lectura para así llegar tanto a los niños como a los adultos.«Rébecca Dautremer/entretiens». Archivado desde el original el 1 de diciembre de 2015.
Rébecca Dautremer trabaja principalmente en gouache,«Rébecca Dautremer, auteur». Archivado desde el original el 24 de febrero de 2011. con dibujos a gran escala sobre papel de acuarela. En sus ilustraciones también encontramos collages y texturas fotográficas.

## Otras actividades
Además de en la ilustración juvenil, Dautremer ha trabajado puntualmente para la publicidad (kenzo, perfume) y recientemente ha ilustrado la portada del disco del grupo Milca, publicado el 7 de mayo de 2011.
Además, algunos de sus álbumes han sido adaptados a obras de teatro, lo que la llevó a diseñar el vestuario y escenografía de otros espectáculos ("Seule dans ma peau d’âne"-Piel de asno, dirigido por Estelle Savasta).
También enseñó en la École Émile-Cohl, en Lyon y el director artístico de una película de animación Kérity : la maison des contes (Nat y el secreto de Eleonora). Dirigida por Dominique Monféry, fue estrenada el 16 de diciembre de 2009.
Algunos de sus originales se pueden ver en la galería «Jeanne Robillard». y en el «Galerie 9e Art»., las dos situadas en París.

## Obras y trabajos
- Las ricas horas de Jacominus Gainsborough (Edelvives, 2018).[6]
- Une bible, de Philippe Lechermeier, Gautier-Languereau 2014.
- Soie, d'Alessandro Baricco, 2012.
- El pequeño teatro de Rébecca (Edelvives, 2012).
- Alice au Pays des Merveilles, de Lewis Carroll, Gautier-Languereau, 2010.
- Journal secret du Petit Poucet, de Philippe Lechermeier, Gautier-Languereau, 2009. En España, editado con el título Diario secreto de Pulgarcito (Edelvives, 2010).
- Kérity – La Maison Des Contes (Le grand album du film), de Anik Leray (auteur), et Dominique Monféry (réalisation), Haut Et Court, 2009. Editorial Flammarion. En España, editado con el título Nat y el secreto de Eleonora (Edelvives, 2010).
- Swing Café, de Carl Norac, Didier Jeunesse, 2009.
- Art Book, monographie/carnet de route annoté par Rébecca Dautremer, Éditions du Chêne, 2009.
- Elvis, Taï-Marc Le Thanh, Gautier-Languereau, 2008. En España, mantiene el título original (Edelvives, 2012).
- Le Loup de la 135, Seuil Jeunesse, 2008.
- Séraphin Mouton, serie de álbumes de Taï-Marc Le Thanh, Gautier-Languereau, 2007.
  - Tome 1 : Gros cochon : Ou un joli bouquet de papiers gras
  - Tome 2 : Le berger. Ou à quoi pensent les petits moutons avant de s'endormir...
  - Tome 3 : Qui ? Ou un petit vent de folie.
  - Tome 4 : La petite sœur carnivore: Ou la maladie du mouton fou.
  - Tome 5 : Le jour des gonflés: Ou un gros vent de folie.
- Nasreddine et Nasreddine et son âne d'Odile Weulersse, Père Castor Flammarion, 2007.
- La tortue géante des Galapagos, tragédie en cinq actes pour une coccinelle, un moustique et 8 animaux de ferme, Gautier-Languereau, 2006. En España, editado con el título La tortuga gigante de Galápagos (Edelvives, 2007).
- Le Grand Courant d’air de Taï-Marc Le Thanh, Gautier-Languereau, 2006.
- Cyrano de Taï-Marc Le Thanh, Gautier-Languereau, 2005.
- Nasreddine, textes Odile Weulersse, Père Castor Flammarion, 2005.
- Sentimento de Carl Norac, Bilboquet, 2005.
- Lili la libellule de Florence Jenner Metz, Bilboquet, Coll. Comptines, fables et poésie, 2004.
- Princesses oubliées ou inconnues… de Philippe Lechermeier, Gautier-Languereau, 2004. En España, editado con el título Princesas, olvidadas o desconocidas (Edelvives, 2005).
- Babayaga de Taï-Marc Le Thanh, Gautier-Languereau, 2003.
- L’Amoureux, Gautier-Languereau, 2003. En España, editado con el título Enamorados (Kokinos, 2003).
- Je suis petite, mais… mon arbre est grand ! de Christine Beigel, Magnard jeunesse, 2003.
- Le Livre qui vole de Pierre Laury, Bilboquet, 2003.
- Une lettre pour Lily la licorne de Christian Pochon, Gautier-Languereau, 2002.
- Le Géant aux oiseaux de Ghislaine Biondi, Gautier-Languereau, 2001.
- Les Deux Mamans de Petirou de Jean-Vital de Monléon, Gautier-Languereau, 2001.
- Les Fables de La Fontaine, Magnard jeunesse, 2001.
- Le ciel n'en fait qu'à sa tête, Gautier-Languereau, 2000.
- Tant espéré, tant attendu de Diane Cadieux, Gautier-Languereau, 2000.
- Au clair de la terre, Gautier-Languereau, 1997.
- La Chèvre aux loups de Maurice Genevoix, Gautier-Languereau, 1996.
- L'Enfant espion de Alphonse Daudet, Deux Coqs d'Or, 1995.

## Anexos

### Filmografía
- Rebecca Dautremer, en Rebecca Dautremer; François Place, documental realizado por Thierry Mercadal, On Stage, Lyon, Cap Canal, 2008, 26 min (DVD).